# Rue Laugier
La rue Laugier est une voie du 17e arrondissement de Paris, en France, qui donne notamment accès à la promenade Rosemonde-Pujol et à la promenade Thérèse-Pierre, en mémoire des deux résistantes.

## Situation et accès
La rue Laugier est une voie publique située dans le 17e arrondissement de Paris. Elle débute au 23, rue Poncelet et se termine au 7, boulevard Gouvion-Saint-Cyr.

## Origine du nom
Elle porte le nom d'André Laugier (1770-1832), membre de l'Académie de médecine.

## Historique
Cette voie, initialement située sur le territoire de la commune de Neuilly, qui longeait les murs du jardin du château des Ternes est indiquée sur le plan de Roussel de 1730.
Rattachée à la voirie de Paris par décret du 23 mai 1863 sous le nom de « rue de la Chaumière », elle prend sa dénomination actuelle par décret du 24 août 1864.

## Bâtiments remarquables et lieux de mémoire
Cette voie comprend quelques lieux notoires :
- au no 20 : lieu de naissance le 15 octobre 1912 de Claude Dellys, aviateur, pilote d'essai et résistant, mort dans un accident d'avion le 21 février 1952[1] ;
- au no 25 : un atelier d'artiste en cours de surélévation fin 2021 ;
- au no 27 : une des fameuses plaques fantaisistes déposées ici et là sur les façades parisiennes[2],[3], celle-ci à la mémoire de Ronald Judd ;
- au no 44 : atelier du peintre Théo Van Rysselberghe (1862-1926) en 1901[4] ;
- au no 82 : ambassade du Mozambique en France.

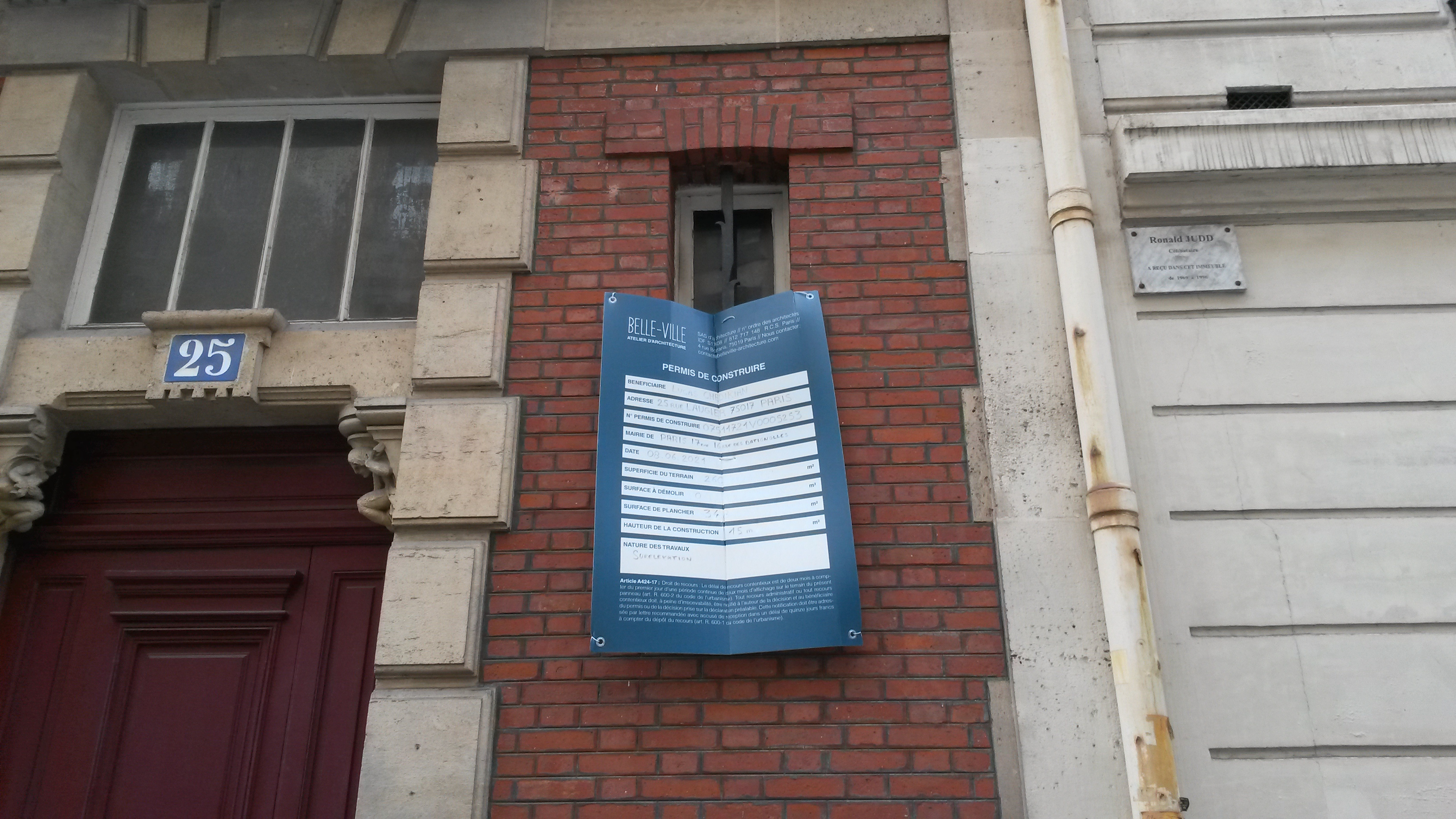
L'atelier au no 25 et la plaque fantaisiste au no 27.
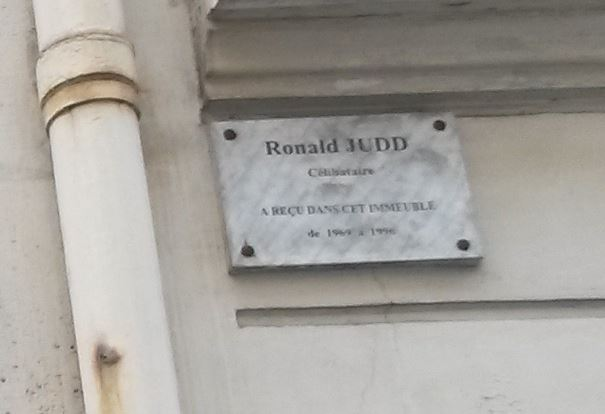
Plaque fantaisiste au no 27.
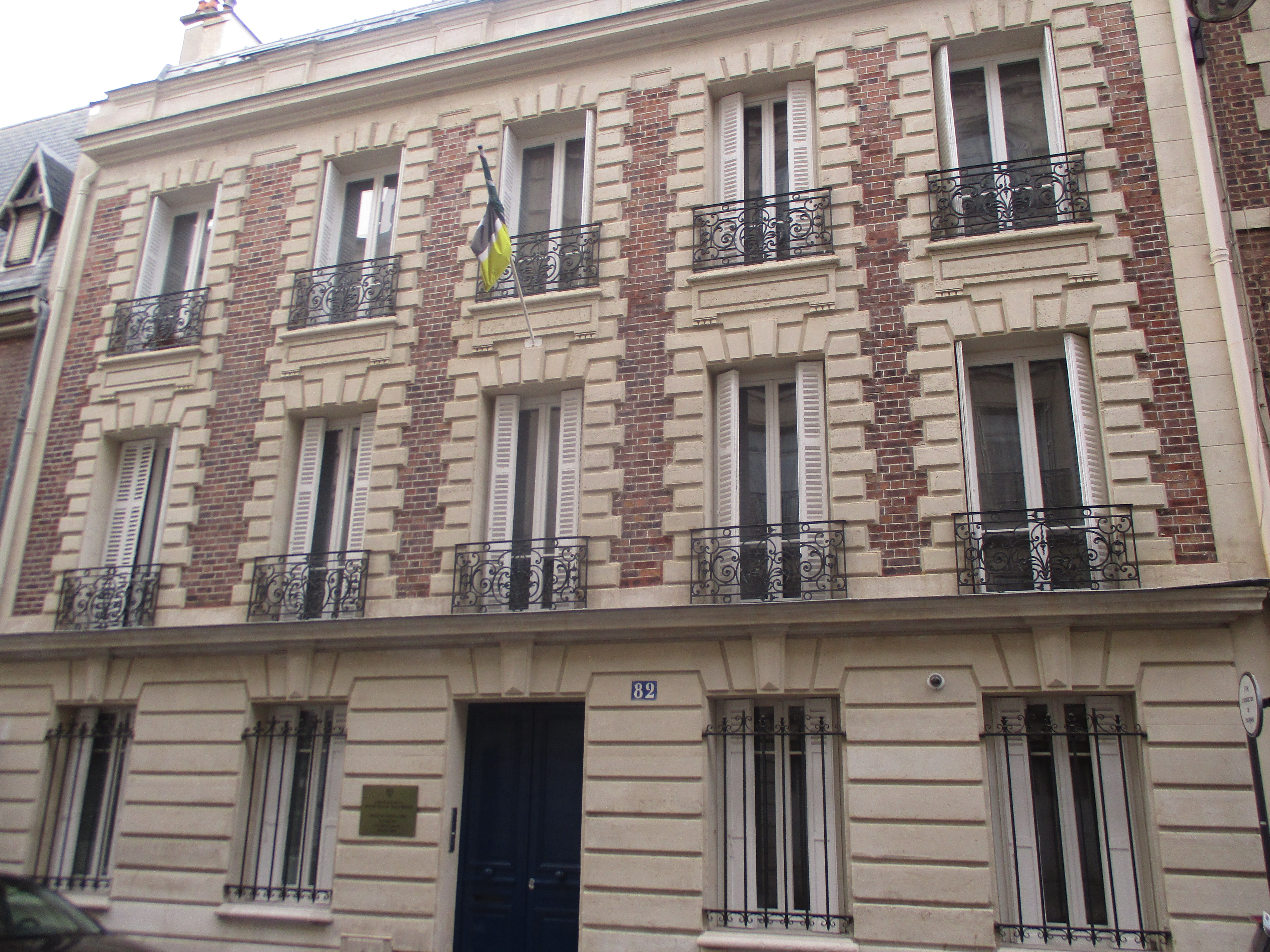
Ambassade du Mozambique.

## Pour approfondir